# شایان منشی
شایان منشی (انگلیسی: Shayan Munshi؛ زادهٔ ۲۹ اکتبر ۱۹۷۸) یک هنرپیشه اهل هند است. وی از سال ۲۰۰۳ میلادی تاکنون مشغول فعالیت بوده‌است.
از فیلم‌هایی که وی در آن نقش داشته‌است می‌توان به آشپز، تحویل در منزل، ضربات زنگ و برادرم... نیکل اشاره کرد.